# コンライ県
コンライ県（コンライけん、ベトナム語：Huyện Kon Rẫy?）は、ベトナム社会主義共和国コントゥム省の県。面積は886.6km²、人口は25,060人（2018年）である。

## 行政区画
1市鎮6社から構成される。